# لیونل اسکالونی
لیونل سباستین اسکالونی (به اسپانیایی: Lionel Sebastián Scaloni‎؛ زادهٔ ۱۶ مهٔ ۱۹۷۸) بازیکن پیشین و سرمربی کنونی فوتبال اهل آرژانتین است.
اسکالونی موفق شد به همراه تیم ملی آرژانتین قهرمان جام جهانی فوتبال ۲۰۲۲ در قطر شود.

## آمار مربی گری
تا تاریخ مسابقه بازی شده ۷ آوریل ۲۰۲۵
| تیم      | کشور     | از           | تا      | رکورد | رکورد | رکورد | رکورد | رکورد   |
| تیم      | کشور     | از           | تا      | G     | W     | D     | L     | پیروز % |
| -------- | -------- | ------------ | ------- | ----- | ----- | ----- | ----- | ------- |
| آرژانتین | آرژانتین | ۳ اگوست ۲۰۱۸ | تا کنون | ۸۵    | ۶۰    | ۱۷    | ۸     | ۰۷۱     |
| مجموع    | مجموع    | مجموع        | مجموع   | ۸۵    | ۶۰    | ۱۷    | ۸     | ۰۷۱     |

## افتخارات

### به‌عنوان بازیکن
دپورتیوو لاکرونیا
- لالیگا (۱): ۲۰۰۰–۱۹۹۹
- کوپا دل ری(۱): ۰۲–۲۰۰۱
- سوپر جام فوتبال اسپانیا(۱): ۲۰۰۲

### به‌عنوان مربی
آرژانتین
- جام جهانی فوتبال (۱): ۲۰۲۲
- کوپا آمریکا(۲): ۲۰۲۱، ۲۰۲۴
- جام قهرمانان کونمبول–یوفا(۱): ۲۰۲۲

### فردی
- بهترین سرمربی فوتبال فیفا(۱): ۲۰۲۲
- بهترین سرمربی فوتبال آمریکای جنوبی(۱): ۲۰۲۲